# Brachelia minor
Brachelia minor là một loài ruồi trong họ Tachinidae.